# Réseau en immigration francophone de la Saskatchewan
Le Réseau en immigration francophone de la Saskatchewan (RIF-SK) est l'un des 13 réseaux en immigration du Canada.
Les RIF sont des tables de concertation provinciales francophones qui rassemblent les acteurs communautaires et gouvernementaux œuvrant dans le secteur de l'immigration. Ils n'offrent donc pas de service direct aux immigrants. Le RIF-SK a été créé en 2004, sous la tutelle de l' Assemblée communautaire fransaskoise (ACF). En 2017, le Conseil économique et coopératif de la Saskatchewan (CÉCS) est devenu l'organisme fiduciaire du RIF-SK. Le RIF-SK Saskatchewan compte 19 organismes membres décisionnels, en plus de 4 observateurs réguliers gouvernementaux.

## Historique
En 1999, la Fédération des communautés francophones et acadienne du Canada (FCFA du Canada) organise un processus de réflexion approfondie sur l’avenir des communautés francophones et acadiennes. Sous la rubrique Dialogue, ce processus s’échelonne de 1999 à 2001. Ce projet Dialogue dont l’immigration est un volet fondamental, révèle l’importance du potentiel de l’immigration pour l’épanouissement des communautés francophones en situation minoritaire.
En mars 2002, le ministre de la Citoyenneté et de l’Immigration, Denis Coderre, annonce la création du Comité directeur Citoyenneté et Immigration Canada – Communautés francophones en situation minoritaire (Comité directeur), qui réunit des représentants communautaires, des employés cadres de Immigration, Réfugiés et Citoyenneté Canada (IRCC) et des représentants d’autres ministères fédéraux et provinciaux.
De 2002 à 2003, le comité directeur de IRCC – Communautés francophones en situation minoritaire travaille sur l’élaboration d’un cadre stratégique visant à favoriser l’immigration dans les communautés francophones du Canada.
Le Plan d’action pour les langues officielles du gouvernement fédéral est lancé dans la foulée, en mars 2003. Il permet aux partenaires communautaires et gouvernementaux d’élaborer des projets pilotes pour promouvoir l’immigration dans les communautés francophones en situation minoritaire.
À la suite de la publication du cadre stratégique, IRCC établit les partenariats nécessaires en vue de sa mise en œuvre. Il entreprend alors, avec les autres ministères fédéraux, les provinces et les territoires, les communautés  francophones, des collaborations permettant l’élaboration de plans d’action.
En décembre 2003, un cadre de référence pour un projet est soumis à IRCC et Diversification de l'économie de l'Ouest Canada (DEO). Une table ronde est ensuite initiée en Saskatchewan par l’ACF avec IRCC, Patrimoine canadien, Service Canada, Emploi et Développement social Canada, la Paroisse St-Jean Baptiste de Regina, la Cité universitaire francophone (Université de Regina) et bien d’autres participants.
Un financement est octroyé au dernier trimestre de l’année fiscale 2003-2004 pour la mise en place d’une infrastructure de réseau et un projet à 5 volets est soumis en mars 2004 avec la mise sur pied du Regroupement Provincial en Immigration (RPI). Le RIF-SK est né.
En octobre 2009, le RPI partage avec la communauté son plan stratégique.

## Mandat
Le RIF-SK est une table de concertation de ses membres en matière d’immigration francophone. Il doit permettre une meilleure coordination de leurs activités afin d’accroitre l’impact des actions de chacun.
Il a pour mandat de faciliter le développement de services et de ressources favorisant l’accueil, la rétention et l’intégration d’immigrants francophones au sein de la communauté francophone de la Saskatchewan. Le mandat du RIF-SK est donc provincial.
Les démarches du RIF-SK sont élaborées en fonction du plan opérationnel triennal du RIF-SK s’inspirant directement des impacts visés par le Plan stratégique : Immigration d’expression française en Saskatchewan 2010-2030 et le Plan de développement global (PDG) de la communauté . Les membres du RIF-SK sont responsables de l’élaboration du plan opérationnel triennal.
Le PDG, révisé en juin 2016, propose cinq impacts visés que la communauté francophone de la Saskatchewan, aussi appelée communauté fransaskoise, cherche à réaliser à l’horizon de 2020, par et pour elle-même.
Ces impacts visent à accroitre l’engagement et le sens d’appartenance, accroitre la population parlant français, accroitre le mieux-être, accroitre le statut et la légitimité du fait français, et développer les compétences professionnelles et les capacités d’organisations.

## Valeurs
Les membres du RIF-SK et la coordination adhèrent au code d'éthique de la communauté fransaskoise.

## Acteurs
Seuls des organismes ou institutions incorporés peuvent devenir membres du RIF-SK. Il y a deux catégories de membres. Les membres décisionnels sont des organismes ou des institutions francophones qui développent une action ou une programmation majoritairement en français et relative à l’immigration francophone en Saskatchewan. Leur représentant désigné participe aux délibérations et aux prises de décisions. Le membre ex officio est un membre qui participe aux discussions, mais qui n’a pas de pouvoir décisionnel. Il s’agit de l’élu de l’ACF qui est responsable du dossier de l’immigration.
Les organismes membres du RIF-SK siègent à la table de concertation par l’intermédiaire d’un représentant désigné ou de son titulaire.
Le comité de gestion est composé de 4 représentants des membres décisionnels dont, de manière ex officio, le représentant de l’ACF et celui de l’organisme fiduciaire du RIF-SK. Les deux autres représentants des membres décisionnels siégeant sur le comité sont issus des membres décisionnels du RIF-SK.
Le RIF-SK reconnait l’importance d’être en contact avec divers partenaires locaux et provinciaux œuvrant dans le domaine de l’immigration, que ce soit francophone ou anglophone. Le but de ces partenariats est de ramener à la table de concertation du RIF-SK des informations sur les pratiques et problématiques auxquelles font face d’autres acteurs du domaine de l’immigration, afin de nourrir le processus de prise de décision du RIF-SK. Les partenaires ne participent pas systématiquement aux rencontres du RIF-SK.
Les observateurs réguliers sont des représentants gouvernementaux. Un droit de parole peut leur être accordé par la table lors des discussions. Ils n’ont pas le droit de vote.

## Adhésion
Pour adhérer au RIF-SK, les organismes doivent respecter les critères suivants :
- S’assurer que le représentant de l’organisme membre ou son suppléant assiste à au moins 2 des 3 réunions annuelles du RIF-SK ;
- Mener des activités contribuant à l’atteinte des objectifs du plan opérationnel du RIF-SK ;
- Démontrer des réalisations antérieures correspondant au mandat du RIF-SK ;
- Respecter le code d’éthique de la communauté fransaskoise ;
- Être un organisme dûment constitué et physiquement établi en Saskatchewan.

## Fonctionnement
Le Conseil économique et coopératif de la Saskatchewan (CÉCS) a été l’organisme fiduciaire du RIF-SK du 1er avril 2017 au 31 mars 2020. L'Asssemblée communautaire fransaskoise (ACF) est actuellement l'organisme fiduciaire du RIF-SK[réf. souhaitée].
Chaque organisme membre a la responsabilité de mettre son expertise à la disposition du RIF-SK et de communiquer les actions entreprises en matière d’immigration à la coordination par l’intermédiaire d’un représentant[réf. souhaitée].
Les organismes et institutions membres s’engagent à désigner un représentant qui aura pour tâche de siéger lors des rencontres du RIF-SK et de participer à ses rencontres et/ou comités. Chaque représentant nomme un suppléant.
La coordination du RIF — SK est chargée, entre autres, de veiller au suivi du budget, de rédiger les comptes rendus et les ordres du jour des rencontres du comité de gestion et des membres, de faire le suivi et la mise à jour du plan opérationnel du RIF-SK.
Le RIF-SK cherche activement à accroitre sa collaboration avec les partenaires anglophones impliqués dans le domaine de l’immigration en Saskatchewan. Le RIF-SK participe donc aux rencontres du Regina Region Local Immigration Partnership (RRLIP) et aux activités organisées par la Association of Immigrant Settlement and Integration Agencies(SAISIA).

## Rencontre du RIF-SK
Les représentants des membres du RIF-SK se réunissent au moins deux fois par année. Les rencontres ont lieu en alternance entre Regina et Saskatoon. La présidence de la rencontre incombe aux représentants siégeant sur le comité de gestion. La présence de 50 % des représentants des membres décisionnels est requise pour avoir le quorum. Les décisions sont prises par consensus.

## Évènements
Le RIF-SK coordonne depuis 2013 la Semaine nationale de l'immigration francophone, en Saskatchewan. En 2018, il a organisé pour la première fois en partenariat avec Radio-Canada l'initiative Ce que j'apporte ici qui a pour but de mettre en valeur des champions de l'immigration francophone et leurs contributions exceptionnelles à la communauté.

## Médias
Le RIF-SK est présent sur Facebook et sur Twitter. Il publie aussi une chronique mensuel dans le journal francophone de la Saskatchewan, L'Eau vive, sous le titre Le Point sur le RIF.